# バンバディンカ
バンバディンカ (Bambadinca) はギニアビサウ中部の町。バファタ州バンバディンカ区に位置し、バンバディンカ区の首府である。